# Pieter Feith
Pieter Feith (né le 9 février 1945 à Rotterdam) est un diplomate néerlandais. En février 2008, il a été nommé représentant spécial de l'Union européenne au Kosovo.